# Józef Gburzyński

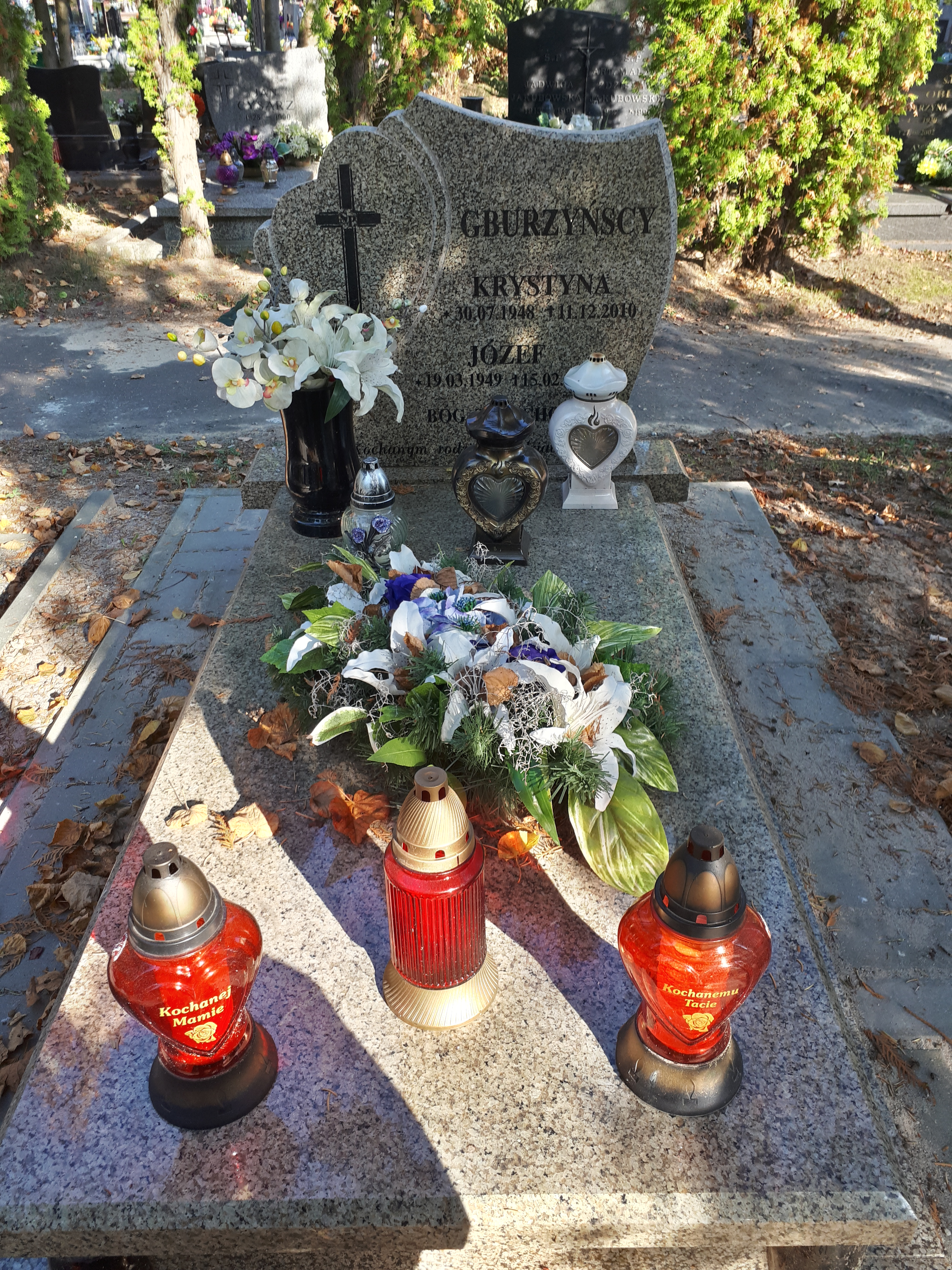
Grób Józefa Gburzyńskiego i jego żony na Cmentarzu Komunalnym Dębica w Elblągu

Józef Gburzyński (ur. 19 marca 1949 w Napiwodzie, zm. 15 lutego 2018 w Elblągu) – polski związkowiec, robotnik, działacz opozycji w okresie PRL, prezydent Elbląga (1990–1994).

## Życiorys
W 1971 został absolwentem Technikum Mechanicznego w Elblągu. Od 1968 do 1989 pracował w zakładach mechanicznych i energetycznych w tym mieście. W 1980 wstąpił do „Solidarności”, przewodniczył komisji zakładowej w swoim zakładzie pracy. Po wprowadzeniu stanu wojennego zajął się dystrybucją wydawnictw niezależnych, organizował niejawne struktury NSZZ „S”. W listopadzie 1982 został tymczasowo aresztowany, zwolniono go w lipcu 1983 na mocy amnestii.
Po reaktywacji „Solidarności” został przewodniczącym zarządu regionu związku. W latach 90. należał do Porozumienia Centrum. W wyborach w 1993 bez powodzenia ubiegał się o mandat poselski z ramienia PC. Od 1990 do 1994 był radnym i jednocześnie prezydentem Elbląga. Następnie przeszedł na rentę.
Działał w Polskim Związku Działkowców, w 2003 założył Stowarzyszenie Osób Represjonowanych i Poszkodowanych w latach 1980–1990 Regionu Elbląskiego, należał do Stowarzyszenia Rozwój i Praca Przyszłością Samorządu. Był związany również z Prawem i Sprawiedliwością.
Został pochowany 20 lutego 2018 na Cmentarzu Komunalnym Dębica w Elblągu; w uroczystościach pogrzebowych wziął udział prezes partii PiS Jarosław Kaczyński.

## Odznaczenia
W 2008 odznaczony Krzyżem Oficerskim Orderu Odrodzenia Polski, a w 2015 Krzyżem Wolności i Solidarności.